# Алдера (Комо)
Алдера (итал. Aldera) је насеље у Италији у округу Комо, региону Ломбардија.
Према процени из 2011. у насељу је живело 50 становника. Насеље се налази на надморској висини од 434 м.